# Euproctis prima
Euproctis prima är en fjärilsart som beskrevs av Walker 1866. Euproctis prima ingår i släktet Euproctis och familjen tofsspinnare. Inga underarter finns listade i Catalogue of Life.